# Histanocerus werneri
Histanocerus werneri es una especie de coleóptero de la familia Pterogeniidae.

## Distribución geográfica
Habita en Filipinas.